# Justin Abdelkader
Justin Abdelkader (* 25. února 1987, Muskegon, USA) je americký hokejový útočník hrající v týmu EV Zug.

## Kariéra v NHL
V roce 2005 byl draftován Detroitem Red Wings. V NHL začal působit v roce 2007, ale za Red Wings odehrál pouze 2 zápasy a nezaznamenal v nich ani bod. V roce 2008 vyhrál s Detroitem Stanley Cup. Od roku 2009 nastupuje za Red Wings pravidelně až do dnes. Hraje ve 3. útočné formaci.

## Reprezentační kariéra
Spojené státy americké reprezentoval zatím pouze na MS v ledním hokeji 2012 a poté na MS 2014 v Bělorusku, jako kapitán.

## Klubové statistiky
| Sezona     | Klub                  | Soutěž     | Základní část | Základní část | Základní část | Základní část | Základní část | Play off | Play off | Play off | Play off | Play off |
| Sezona     | Klub                  | Soutěž     | Z             | G             | A             | B             | TM            | Z        | G        | A        | B        | TM       |
| ---------- | --------------------- | ---------- | ------------- | ------------- | ------------- | ------------- | ------------- | -------- | -------- | -------- | -------- | -------- |
| 2007‑08    | Detroit Red Wings     | NHL        | 2             | 0             | 0             | 0             | 2             | —        | —        | —        | —        | —        |
| 2008‑09    | Detroit Red Wings     | NHL        | 2             | 0             | 0             | 0             | 0             | 10       | 2        | 1        | 3        | 0        |
| 2008‑09    | Grand Rapids Griffins | AHL        | 76            | 24            | 28            | 52            | 102           | 10       | 6        | 2        | 8        | 23       |
| 2009‑10    | Detroit Red Wings     | NHL        | 50            | 3             | 3             | 6             | 35            | 11       | 1        | 1        | 2        | 36       |
| 2009‑10    | Grand Rapids Griffins | AHL        | 33            | 11            | 13            | 24            | 86            | —        | —        | —        | —        | —        |
| 2010‑11    | Detroit Red Wings     | NHL        | 74            | 7             | 12            | 19            | 61            | 11       | 0        | 0        | 0        | 22       |
| 2011‑12    | Detroit Red Wings     | NHL        | 81            | 8             | 14            | 22            | 62            | 5        | 0        | 0        | 0        | 2        |
| 2012‑13    | Detroit Red Wings     | NHL        | 48            | 10            | 3             | 13            | 34            | 12       | 2        | 1        | 3        | 33       |
| 2013‑14    | Detroit Red Wings     | NHL        | 70            | 10            | 18            | 28            | 31            | 5        | 0        | 2        | 2        | 6        |
| 2014‑15    | Detroit Red Wings     | NHL        | 71            | 23            | 21            | 44            | 72            | 5        | 0        | 2        | 2        | 6        |
| 2015‑16    | Detroit Red Wings     | NHL        | 82            | 19            | 23            | 42            | 120           | 5        | 1        | 0        | 1        | 35       |
| 2016/17    | Detroit Red Wings (A) | NHL        | 64            | 7             | 14            | 21            | 50            | —        | —        | —        | —        | —        |
| 2017/18    | Detroit Red Wings (A) | NHL        | 75            | 13            | 22            | 35            | 78            | —        | —        | —        | —        | —        |
| 2018/19    | Detroit Red Wings (A) | NHL        | 71            | 6             | 13            | 13            | 38            | —        | —        | —        | —        | —        |
| 2019/20    | Detroit Red Wings     | NHL        | 49            | 0             | 3             | 3             | 25            | —        | —        | —        | —        | —        |
| 2020/21    | EV Zug                | NLA        | 9             | 4             | 4             | 8             | 22            | 13       | 6        | 3        | 9        | 47       |
| 2021/22    | Grand Rapids Griffins | AHL        | 3             | 0             | 0             | 0             | 2             | —        | —        | —        | —        | —        |
| NHL celkem | NHL celkem            | NHL celkem | 690           | 106           | 143           | 249           | 583           | 64       | 6        | 7        | 13       | 140      |
| AHL celkem | AHL celkem            | AHL celkem | 109           | 35            | 41            | 76            | 188           | 10       | 6        | 2        | 8        | 23       |